# Yigal Ravid
Yigal Ravid, född 13 augusti 1957 i Tel Aviv, är en israelisk journalist och tv-presentatör.
Han var programledare för Eurovision Song Contest 1999, tillsammans med Dafna Dekel och Sigal Shachmon.